# 世界一周航空券

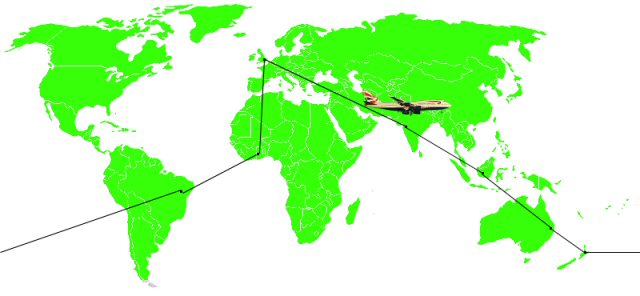
世界一周航空券（RTW）を使用した旅行の例。ロンドンを出発して東へインド、インドネシア、オーストラリア、ニュージーランド、ブラジル、ガーナを旅行し、出発地に戻る。同じチケットを使用し、同じ航空会社または航空連合（アライアンス）を使用する。

世界一周航空券（せかいいっしゅうこうくうけん、英: Round the world ticket, RTW）とは、出発地となる空港から発って地球を一周し、再び出発地に戻るまでの複数枚の航空券をセットにして販売するものをいう。

## 概要
ここでいう「世界一周」とは、太平洋と大西洋を各1回ずつわたって出発地に戻ることを指し、大陸間では東西いずれかの方向に一方向に進むのが原則で、逆戻りはできない。ただし、発行する会社によって例外も存在する。
事前に全ての航空券を購入しておく必要があるが、初めに搭乗する便を除いては、オープン（未予約）とすることが可能な航空券もある。また航空券の種類によっては、オープンジョーとしてある大陸における到着地と出発地を分け、その間の移動を他の交通機関（陸上輸送など）にすることが可能なものもある。
スターアライアンス・ワンワールド・スカイチームといった航空連合（アライアンス）、ないしは世界一周路線を有する航空会社単独で取扱いを行っている。
このほか、ラウンドザワールド（ワールドジャーニー）のように複数の航空会社が航空連合とは別に一定の協定を結んで世界一周航空券を設定する事例や、全日本空輸とヴァージン・アトランティック航空のように航空会社同士が独自に提携して世界一周航空券を形成する事例もある。
もとは航空会社が単独、ないし数社が連携して世界一周航空券を販売している事例が多かったが、航空連合の形成により各航空会社ごとの広域ネットワークは縮小される動きが生じたため、現在では航空連合の発行する世界一周航空券が主流となっている。
世界一周のほかにも、「サークルトリップ」と呼ばれるインド洋を一周するもの、「サークルパシフィック」と呼ばれる太平洋を一周する航空券も存在する。
世界一周航空券は、例外はあるものの基本的に通年同額である。多くの場合、マイレージプログラムのマイルへ加算することも可能となっている。ただし航空会社やプログラムによって、加算率が割り引かれる場合もある。

### 世界一周航空券の分類
- クラスによる分類

航空連合が発行するものでは、原則としてエコノミークラス・ビジネスクラス・ファーストクラスの各クラスごとに設定があるものの、距離によっては一部のクラス運賃が設けられていない場合がある。航空会社が単独ないし複数の会社と協定を結んで発行するものの場合は、利用クラスが限定されることがある。
- 運賃の計算法による分類

基本的には、オープンジョー区間を含めた移動距離（マイル）に応じて段階的に運賃を設定しているマイル制が基本であるが、ワンワールドのエクスプローラー運賃は訪問する大陸（ユーラシア大陸はアジアとヨーロッパに分割し、大陸以外の島はいずれかの大陸に含める）の数で運賃を決める大陸制を採用している。
- 経路の自由度による分類

航空連合およびラウンドザワールドの発行している一周航空券は、加盟航空会社の路線を用いてそれぞれに一定の制限がありながらも、比較的自由に経路を決めることのできるものとなっている。一方で航空会社が単独で設定、ないし複数の航空会社が独自の協定を結んで出している世界一周航空券の場合は、利用経路および滞在都市が限定されていることがある。

### 有効期限と最低旅行日数
世界一周航空券には有効期限と最低旅行日数が設けられている。後者についてはもとは観光旅行以外、たとえば商用などで航空券を使用されることを防ぐ目的で設定されたといわれている。
航空連合の発行するものの場合、有効期限は普通運賃のそれと同様に1年、最低旅行日数は10日（現地発）が基本となっている。航空会社が単独で発行するものの場合は、割引航空券と同様に制限が厳しくなることも多い。

### 途中降機と利用上限回数
最低旅行日数と同様の目的で、世界一周航空券ではストップオーバー（途中降機）の回数に下限と上限をそれぞれ設けていることがある。発行元によっては途中降機に関し、地域ごとの上限を設定していることもある。
航空機の利用上限回数は、従来は20-24区間としているところが多かったが、2008年6月に全面的な電子航空券（eチケット）化を実施したことで、多くのものが上限16区間となった。この回数には、オープンジョーの区間も含まれる。

### 予約・経路変更
世界一周航空券は正規割引運賃として扱われるが、航空連合の発行するものの場合は旅行途中でも予約の変更、経路の変更が可能となっているものが多い。ただし予約変更（日程の変更など）の場合は無料であっても、経路変更の場合は再発券を伴うため、一定の手数料を課す場合がほとんどである。
航空券の種類によっては、予約変更に際しても手数料を課すところや、変更そのものに制限をかけている場合もある。さらに航空会社が独自に発行するものでは、旅程変更が不可能となっている航空券も存在する。

## 主な世界一周航空券
航空連合
- スターアライアンス

マイル制。29,000マイル以内、34,000マイル以内、39,000マイル以内の3段階運賃を採用。最低旅行日数は10日、有効期限は1年。
- ワンワールド
  - ワンワールド・エクスプローラー

大陸制。3, 4, 5, 6と訪問大陸の数に応じて4段階運賃を採用。最低旅行日数はエコノミークラスにのみ存在し、10日。有効期限は1年。
  - グローバル・エクスプローラー

マイル制。29,000マイル以内、34,000マイル以内、39,000マイル以内の3段階運賃を採用。ただしビジネスクラスとファーストクラスは34,000マイル以内の1種類のみ発行。最低旅行日数は10日、有効期限は1年。上のエクスプローラーよりも利用できる航空会社は多い。
- スカイチーム

マイル制。29,000マイル以内、34,000マイル以内、39,000マイル以内の3段階運賃を採用。最低旅行日数は10日、有効期限は1年。
航空会社協定
- ラウンドザワールド

マイル制。30,000マイル以内、35,000マイル以内、40,000マイル以内の3段階運賃を採用。ファーストクラスの設定はない。最低旅行日数は10日、有効期限は1年。
- ヴァージン・ANA

経路・途中滞在都市は限定される。ファーストクラスの設定なし。最低旅行日数は10日、有効期限は1年。2010年9月30日をもって販売終了。
航空会社単独
- シンガポール航空

日本発の設定はなくアジアではソウル発。経路と途中滞在都市は限定され、アメリカとヨーロッパにおいて別途利用区間（サーフィス）が存在する。最低旅行日数の設定はなく、有効期限は1年。
- エア タヒチ ヌイ

一部区間は日本航空を用いる。経路と途中滞在都市は限定されており、最低旅行日数は5日、有効期限は6ヶ月。

### 世界一周に準ずる航空券
航空連合
- スターアライアンス
  - サークルパシフィック

太平洋周辺にあたるアジア・オセアニア・北アメリカ・中央アメリカ各国を巡るための一周航空券。22,000マイル以内、26,000マイル以内の2段階運賃制。
  - サークルアジア

サークルパシフィックから北アメリカ・中央アメリカを除いた各国を巡るための一周航空券。15,000マイル以内、18,000マイル以内の2段階運賃制。
- ワンワールド
  - 周回旅行エクスプローラー

アフロ・ユーラシア大陸およびオセアニアを巡るための一周航空券。前者を4大陸（地域）に分割し、訪問する大陸数によって運賃が定まる大陸制。3大陸と4大陸の2段階運賃を採用。
  - サークルパシフィック・エクスプローラー

南北アメリカおよびアジア・オセアニアを巡るための一周航空券。22,000マイル以内、26,000マイル以内、29,000マイル以内の3段階運賃制。
  - サークルアジア＆南西太平洋・エクスプローラー

サークルパシフィックから南北アメリカを除いた各国を巡るための一周航空券。13,000マイル以内、17,000マイル以内の2段階運賃制。

### 日本発着の他種航空券との比較
日本発着の場合、かつては格安航空券の割引率が現在ほど高くなかったことから、エコノミークラスにおいても日本からヨーロッパへの往復航空券を購入するより、香港など日本以外の国・地域発着の世界一周航空券を現地で発行し、日本・発着地間の往復航空券と組み合わせたほうが安い事例も存在した。
しかし、航空運賃の価格破壊がIIT・GIT運賃航空券のバラ売り（いわゆる格安航空券の大半）のみならず、航空会社の正規割引航空券（PEX航空券）においても進んだ今日では、日本発着の単純な往復航空券などと比較して、世界一周航空券に価格面での優位性はほとんどなくなっている。
ビジネスクラスやファーストクラスの場合は、運賃の割引率がエコノミークラスほど高くなく、世界一周航空券が通年同額運賃を採用していることもあって、繁忙期の場合等は世界一周航空券の代金が単純なヨーロッパ方面の往復航空券の金額と大差ないことや、それより安くなる事例も存在する。